# Cesare Calense
Cesare Calense o Calise (Forio, 1560 circa – Napoli, 1640 circa) è stato un pittore italiano manierista.
Le notizie sulla vita dell’artista, che soleva firmare le sue opere con la scritta "CAESAR CALENSIS PINGEBAT" o "PINXIT", sono poche e sommarie. Nel Settecento, Bernardo De Dominici tradusse la firma del pittore, apposta alla "Pietà", all'epoca custodita nella Chiesa San Giovanni Battista a Napoli e oggi dispersa, in "Cesare Calense", definendolo nativo della provincia di Lecce. Un errore che è durato fino agli inizi del Novecento, anche se, a metà dell’Ottocento, lo storico Giuseppe D'Ascia, scrivendo dei lavori conservati nella Chiesa di S. Carlo al Cierco di Forio d'Ischia, li attribuì al pittore locale Cesare Calise. Infatti, nella chiesa, tra gli ultimi lavori dell'artista è presente anche l'unica opera firmata con il suo nome in italiano.
Fu attivo nel secolo XVII: informazioni sulla produzione dell'artista si ricavano dai contratti firmati dal pittore e dai registri parrocchiali delle chiese di S. Maria di Loreto e di S. Vito a Forio, che riguardano gli anni tra il 1588 e il 1641.
I dizionari di Bryan e Bénèzit lo citano attivo a Napoli nel 1590. Nel 1604 pone la sua firma sul San Onofrio, conservato nella sacrestia della Chiesa dell'Annunciata a Castello, frazione di Gragnano e successivamente andato distrutto. Anche altre opere realizzate nelle chiese napoletane e documentate sono poi andate disperse. Nel 1611 esegue a Napoli due quadri per Francesco Nofra di Lipari e sempre nel capoluogo, nel 1620, realizza S. Carlo Borromeo per don Cesare Manfreda. 
A Napoli ci rimangono oggi due sue tele: la Deposizione dalla Croce e Il Battesimo di Cristo con San Francesco d'Assisi, entrambe nella Chiesa di San Giovanni Battista; la maggior parte delle sue opere si trovano nell'isola d'Ischia, in particolar modo nella natia di Forio, sia nella Chiesa di S. Carlo al Cierco, dove egli lavorò per molti anni, tra il 1620 ed il 1635, realizzando tutte le tavole, le tele e gli affreschi conservati nella chiesa, compresa la pala sull'altare maggiore, sia nella "Basilica di Santa Maria di Loreto" o "della Beata Vergine Maria Incoronata", nella quale realizzò numerosi dipinti per la ricca Arciconfraternita di S. Maria di Loreto, proprietaria della chiesa e dell'annesso Ospedale. Tuttavia, molte altre sue opere sono andate distrutte o sono state mal restaurate.

## Opere
- Deposizione dalla Croce, nella chiesa di San Giovanni Battista a Napoli
- Il Battesimo di Cristo con San Francesco d'Assisi, nella stessa chiesa
- Assunta nel soffitto della chiesa di Santa Maria di Loreto a Forio[7]
- Madonna di Loreto nell'abside della stessa chiesa[7]
- San Nicola da Tolentino e storie del santo, 1607, nella stessa chiesa[7]
- San Giovanni Evangelista nella stessa chiesa
- Martirio di S. Bartolomeo, 1636, nella stessa chiesa
- Sant'Agostino con S. Monica e S. Nicola da Tolentino nella chiesa di S. Maria del Soccorso a Forio
- Trittico con Madonna delle e i ss. Vito e Caterina d'Alessandria nella chiesa di San Vito a Forio[8]
- Trinità con San Gennaro e Santa Cecilia, 1636, nella parete sinistra dell'abside della stessa chiesa
- Martirio di Caterina d'Alessandria nella stessa chiesa[8]
- Madonna del Rosario e Storie della vita della Vergine, 1632, nella parete sinistra della chiesa di San Rocco a Barano (isola d'Ischia)
- Madonna del Carmine con Santo Stefano e San Lorenzo nella chiesa di Santa Sofia a Giugliano[9]
- Madonna con San Sebastiano e Gennaro nella chiesa di Santa Maria delle Grazie a Sant'Agata sui due Golfi[10]
- Madonna ed il Bambino ed i Santi Francesco di Paola e Caterina d'Alessandria, 1633, pala d'altare nel santuario di San Francesco di Paola, a Forio[6]
- Crocifissione di San Pietro, 1635, nella Chiesa di San Carlo, a Forio
- Pietà, 1635, nella stessa chiesa[6]
- San Francesco che riceve il Bambino dalla Vergine, con una lunetta in cui il Santo è raffigurato mentre riceve le stimmate, 1635, nel transetto sinistro della stessa chiesa[6]
- Visione di San Giacinto, 1635, sull'altare del transetto destro della stessa chiesa[6]
- San Carlo Borromeo in preghiera, pala d'altare della stessa chiesa[6]